# 大学行政管理学会
一般社団法人大学行政管理学会（だいがくぎょうせいかんりがっかい）とは、大学の行政管理について実践的、理論的に研究し、大学行政管理に携わる人材の育成を通して、大学の発展に寄与することを目的として設立された学会。
会員は主に、大学・短期大学職員からなる。現在は会員資格も緩和され、正会員1名の推薦により入会ができるようになった。また教員や大学行政を学ぶフルタイムの大学生の入会や、賛同する団体や個人の入会も受け付けている。

## 概要
- 設立

1997年（平成9年）11月
- 一般社団法人化

　2017年(平成29年)3月1日
- 事務局

〒102-0074　東京都千代田区九段南4-6-1
九段シルバーパレス203
TEL&FAX03-3511-7033
- 会長

笠原喜明（東洋大学）
- 前会長

金田淳一（法政大学）

## 公式サイト
- 一般社団法人大学行政管理学会